# Модель перевода
Модель перевода — коммуникативная теория инноваций, представленная французскими социологами Бруно Латуром и Мишелем Каллоном. Предложенная теория заключается в восприятии инновации как процесса, имеющего определённые временные рамки и определённое действие, и состоящего из двух непересекающихся миров — изобретения и социального.

## Возникновение модели перевода
Бруно Латур и Мишель Каллон, авторы модели перевода, подвергли сомнению модель «диффузионистов», которая была представлена в 1963 году американским учёным Эвереттом Роджерсом. Приверженцы теории «диффузионизма» определяли понятие инновации как «данные», передающиеся от создателя (изобретателя) к общественным группам. Другими словами, это «данные», которые передаются через определённые каналы во времени и распространяются среди членов социальной группы. Авторы модели перевода представляют альтернативную модель Э. Роджерса, рассматривая инновации как «процесс».

## Сущность модели перевода
Модель перевода предлагает рассматривать инновацию как «действие» и изучать возникновение инновации как действия. Бруно Латур и Мишель Каллон предлагают идею, согласно которой любая инновация существует в двух непересекающихся мирах — в социальном мире и мире изобретения. Мир изобретения включает в себя живые и неживые составляющие. В качестве живых составляющих выступают изобретатели, ранние пользователи или пионеры в области науки, в то время как неживые составляющие — это техника и технологии. Социальный мир понимается как мир за пределами лаборатории, то есть мир, элементами которого являются люди, не интересующиеся наукой и процессом создания инноваций.
Согласно модели перевода, задача изобретателя — «переводить» мир изобретения в социальный мир, заинтересовывая и привлекая людей. Таким образом, происходит пересечение двух миров: социального мира и мира изобретения. Изобретение становится успешным, если его удаётся перевести из мира лаборатории в социальный мир, то есть если удаётся продемонстрировать жизнь этих изобретений за пределами лабораторий как средство удовлетворения потребности людей. «Перевод» осуществляется через понятные социальному миру данные и демонстрирует значимость тех опытов, которые проводят изобретатели.
Модель перевода представляет инновацию как совместное конструирование объекта инновации, с одной стороны, изобретателем, а с другой стороны — самим потребителем инноваций. В модели перевода более значимую роль играют инноваторы, так как именно они осуществляют сам «перевод». Однако пользователь в данном случае не является пассивным участником, как, например, в теории «диффузии инноваций», так как он является носителем социального мира и определённых социальных интересов.

## Модель перевода и опытЛуи Пастера
Бруно Латур демонстрирует идею перевода на примере опыта французского микробиолога — Луи Пастера. Луи Пастеру, с точки зрения Б. Латура, удавался перевод из мира изобретения в мир социальный. Изучая проблему сибирской язвы во время эпидемии, Луи Пастер разместил передвижную лабораторию на ферме. Таким образом, биолог поместил мир лаборатории внутри социального мира и произвёл перевод, собрав на данной ферме пробы почвы и воды, а затем перенеся эти понятные фермерам явления тут же в «мир лаборатории». Продемонстрировав, в чём заключается проблема, на понятном фермерам языке, Луи Пастер привлёк внимание фермеров к микроорганизмам и тем самым совершил «перевод».

«Указав на микроорганизм как на действующую непосредственную причину заболевания, Пастер по-новому сформулировал интересы фермеров: если вы хотите разрешить проблему сибирской язвы, то сначала вам придется пройти через мою лабораторию…»
 Бруно Латур отмечает установление связи между группами, не интересующимися тем, что происходит внутри стен лаборатории, и самими лабораториями, изолированными от подобного внимания.

## Критика и обсуждения
Критике подвергается тот факт, что, согласно модели перевода, процесс изобретения — это не изобретение нового, а лишь процесс грамотной коммуникации инновации.
Модель перевода подверглась резкой критике французского учёного Патриса Флиши, руководителя Национального центра изучения телекоммуникаций. Флиши предлагает не рассматривать инновацию как процесс, происходящий лишь в стенах лаборатории. Для него любое изобретение — это сотворчество равноправных акторов, представителей социального мира и инноваторов. То есть Патрис Флиши критикует превосходство инноваторов (изобретателей) над пользователями, говоря о том, что, даже когда инноватор только начинает свою работу, а изобретение ещё не покинуло стен лаборатории, внутри социальной среды имеются социальные практики, которые вынуждают общество так или иначе предъявлять спрос на функции или задачи, в которые данные практики воплощаются.